# Ternsche
Ternsche ist der Name einer Bauerschaft der Stadt Selm im nordrhein-westfälischen Kreis Unna.

## Geographie
Ternsche grenzt im Norden an die zu Lüdinghausen gehörenden Bauerschaften Tüllinghoff und Ermen, im Osten an Nordkirchen, im Südosten an die Selmer Bauerschaft Ondrup, im Süden an die Selmer Altstadt und im Westen an die Bauerschaft Rechede, die zu Olfen gehört.
Die nördliche Grenze der Bauerschaft ist zugleich die nördliche Grenze der Stadt Selm und des Kreises Unna.
Ganz im Westen der Bauerschaft liegt der Ternscher See, der bei der Lehmgewinnung für den Bau des nahen Dortmund-Ems-Kanals entstanden ist.

## Geschichte
Die ältesten menschlichen Artefakte auf dem Ortsgebiet stammen von Neandertalern. Dabei handelt es sich um zwei für diese Zeit typische Faustkeile.
In der Werdener Heberolle von 1150 wird die Bauerschaft als Ternezka und auch als Ternize bezeichnet. Spätere Namen sind Ternschede, Ernschede und Terns. Sie gehörte zum Stevergau, während alle anderen Bauerschaften der Stadt Selm zum Dreingau gehörten. Nach dem Chronisten Didon wurde in der Bauerschaft hauptsächlich Roggen angebaut. Es gab auch eine größere Anzahl von Wiesen und Weiden.
Im Jahr 1987 hatte die Bauerschaft Ternsche 377 Einwohner.

## Siedlungsschwerpunkt
Der Siedlungsschwerpunkt ist der Strandweg am Ternscher See.